# Drosophila neokhaoyana
Drosophila neokhaoyana este o specie de muște din genul Drosophila, familia Drosophilidae, descrisă de Singh și Dash în anul 1998. Conform Catalogue of Life specia Drosophila neokhaoyana nu are subspecii cunoscute.